# Muselet

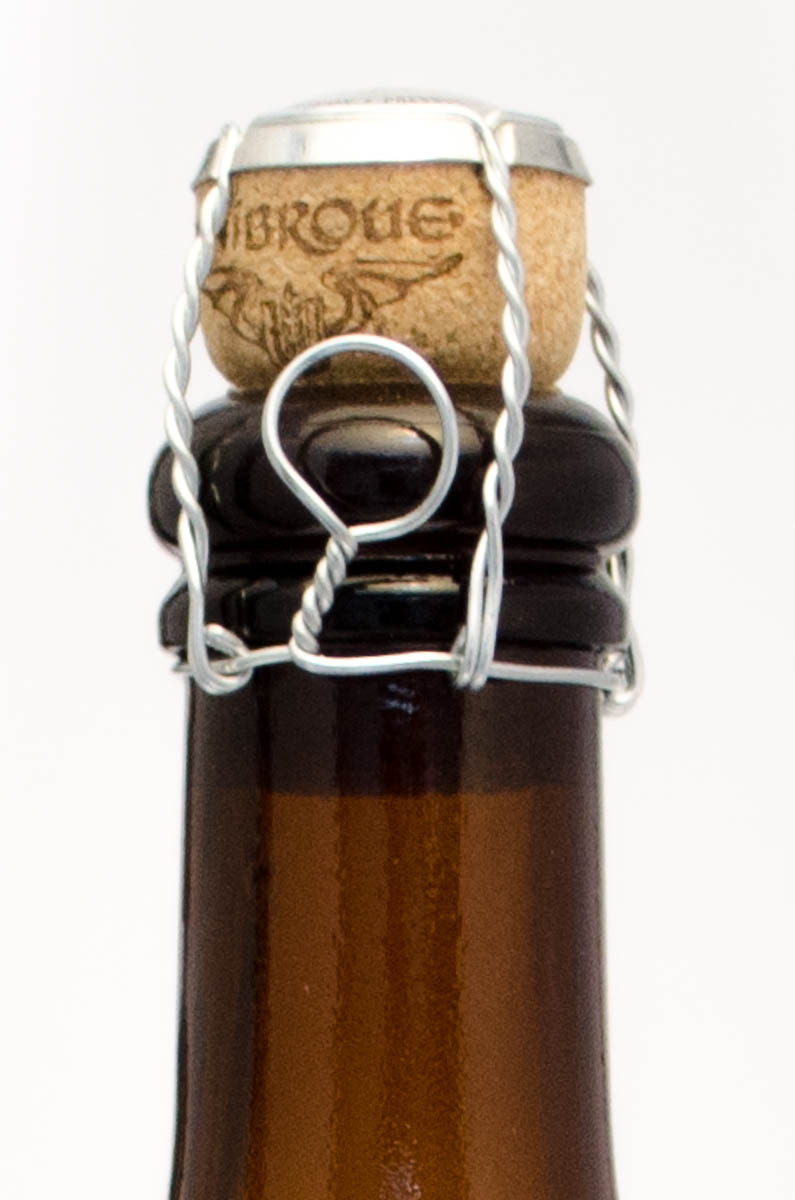
Muselet och kork.

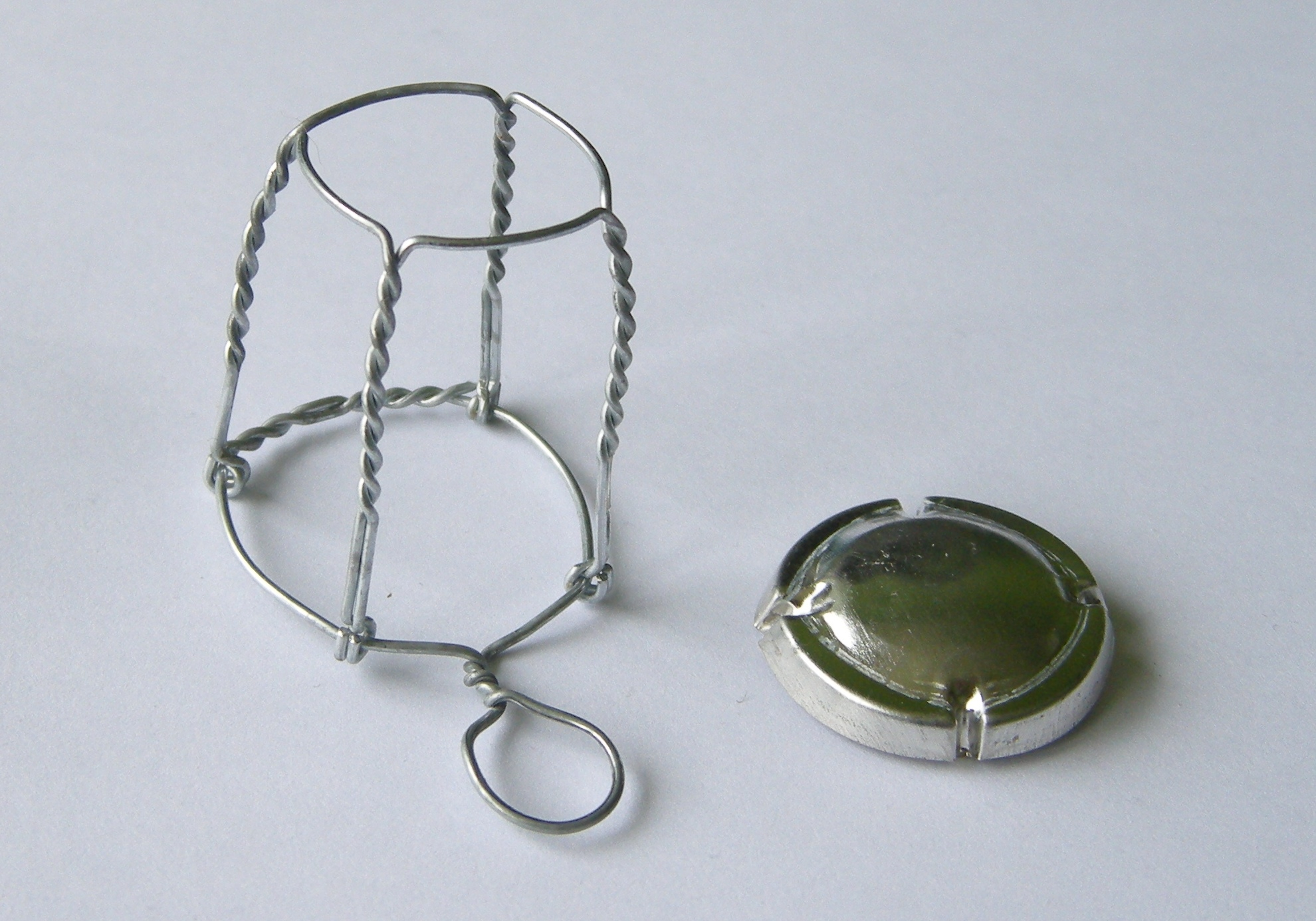
En muselet.

Muselet är en korg av metalltråd som sätts över en kork till vanligen en champagneflaska eller annan flaska för mousserande vin, cider eller öl, för att förhindra att korken lösgör sig från flaskan på grund av högt tryck från den kolsyrade vätskan i flaskan. Ordet härstammar från franskans museler, att förhindra att ett djur öppnar munnen, sätta munkavle på. På svenska används även benämningen agraff för muselet.
Museleten har ofta en bricka i toppen av korgen, liggande ovanpå korkens ovansida, med tillverkarens emblem och annan tillverkningsinformation på. Museletens trådkorg är även så konstruerad att den med lätthet kan öppnas upp, ofta genom en vid sidan placerad greppögla som då den vrids åt rätt håll lösgör hela korgen från korken.